# Medinilla fengii
Medinilla fengii là một loài thực vật có hoa trong họ Mua. Loài này được (S.Y. Hu) C.Y. Wu & C. Chen mô tả khoa học đầu tiên năm 1979.